# Jianong
Jianong (kinesiska: 嘉农镇, 嘉农) är en köping i Kina. Den ligger i provinsen Sichuan, i den sydvästra delen av landet, omkring 140 kilometer söder om provinshuvudstaden Chengdu. Antalet invånare är 25 816. Befolkningen består av 12 654 kvinnor och 13 162 män. Barn under 15 år utgör 11,0 %, vuxna 15-64 år 76 %, och äldre över 65 år 11,0 %.
Genomsnittlig årsnederbörd är 1 554 millimeter. Den regnigaste månaden är juli, med i genomsnitt 399 mm nederbörd, och den torraste är januari, med 13 mm nederbörd.